# 허용범
허용범(許容範, 1964년 10월 10일~)은 조선일보 기자 출신의 대한민국 정치인이다.

## 주요 경력
- 1989년 8월: 조선일보 기자 입사.
- 2000년 6월 20일: 조선일보 논설위원.
- 2004년 6월 15일: 조선일보 워싱턴  특파원.
- 2007년 4월 30일: 조선일보 위성턴  특파원 퇴임.
- 2009년 2월 15일: 국회사무처 국회 대변인.
- 2010년 6월 1일: 국회사무처 국회 대변인 퇴임.
- 2011년 9월 23일: 한나라당 대표최고위원 비서실장.
- 2011년 12월 9일: 한나라당 대표최고위원 비서실장 퇴임.
- 2012년 11월 1일~2017년 2월 20일: 새누리당 서울특별시당 동대문구갑 당원협의회 운영위원장.
- 2017년 3월 29일: 자유한국당 서울특별시당 동대문구갑 당원협의회 운영위원장.
- 2017년 5월 31일: 자유한국당 서울특별시당 동대문구갑 당원협의회 운영위원장 직위 퇴임.
- 2017년 10월 10일: 제21대 대한민국 국회도서관 관장 직위 취임
- 2019년 10월 11일: 제21대 대한민국 국회도서관 관장 직위 퇴임.
- 2019년 10월 24일: 자유한국당 서울특별시당 동대문구갑 당협협의회 운영위원장.
- 미래통합당 서울특별시당 동대문구갑 당원협의회 운영위원장.
- 국민의힘 서울특별시당 동대문구갑 당원협의회 운영위원장.
- 국민의힘 서울시당 외교안보위원회 위원장.
- 국민의힘 4·7재보궐선거 서울시장 보궐선거 선거대책위원회 특보단 공보담당
- 2021년 8월~2021년 11월: 국민의힘 윤석열 제20대 대통령 선거 예비후보 국민캠프 지역본부 권역별 선거대책위원회 서울특별시 공동선거대책위원장
- 2023년 9월 ~ : 국민의힘 서울특별시당 IT미래대책특별위원회 위원장

## 학력
- 남선국민학교 졸업(1977년 2월)
- 안동중학교 졸업(1980년 2월)
- 경일고등학교 졸업(1983년 2월)
- 서울대학교 법학과 학사(1987년 2월)
- 미국 하버드 대학교 행정대학원 정치행정학과 행정학 석사(2002년 8월)

## 역대 선거 결과
|  | 34.67% |

|  | 45.50% |

|  | 38.31% |

|  | 41.80% |

| 전임 이은철 | 제21대 국회도서관장 2017년 10월 11일~2019년 12월 2일 | 후임 현진권 |